# Dioscorea delicata
Dioscorea delicata är en enhjärtbladig växtart som beskrevs av Reinhard Gustav Paul Knuth. Dioscorea delicata ingår i släktet Dioscorea och familjen Dioscoreaceae. Inga underarter finns listade i Catalogue of Life.